# (77900) 2001 TR139
2001 تي أر 139 (ويعرف أيضًا باسم (77900) 2001 تي أر 139 وفق تسمية الكوكب الصغير) (بالإنجليزية: 2001 TR139)‏ هو كويكب ضمن حزام الكويكبات؛ وترتيبه 77900 من حيث الاكتشاف.
اكتُشف هذا الجُرم الفلكي بواسطة تعقب الأجرام القريبة من الأرض في 10 أكتوبر 2001.

## وصلات خارجية
- (77900) 2001 TR139 في قاعدة بيانات مختبر الدفع النفاث لأجرام النظام الشمسي الصغيرة

- الاكتشاف · مخطط المدار ·  العناصر المدارية · المعلمات المادية

- (77900) 2001 TR139 على موقع ويكي سكاي: DSS2, SDSS, GALEX, IRAS, Hydrogen α, X-Ray, Astrophoto, Sky Map, Articles and images